# Полторацкий, Павел Герасимович
Павел Герасимович Полторацкий (1888, Новочеркасск — 22 июля 1918, Мары) — советский государственный и партийный деятель, активный участник Октябрьской революции в Туркестане, казнённый восставшими эсерами в Мерве.

## Биография
Из рабочих, по профессии — наборщик. Член РСДРП(б) с 1905 года. До 1917 года вёл революционную деятельность в Ростове-на-Дону и в Баку. В 1913 году арестовывался и находился в тюремном заключении.
В 1917 году председатель Ново-Бухарского (Каганского) совета, делегат 1-го Всероссийского съезда Советов, один из организаторов первых отрядов Красной гвардии в Туркестане. Был пламенным оратором. 15 ноября 1917 года избран на 3-м краевом съезде Советов Туркестана народным комиссаром труда, затем был назначен председателем Совнархоза Туркменской республики, а также членом Президиума Туркестанского ЦИК. Был одним из основателей и редакторов первой советской газеты в Ашхабаде — «Советский Туркестан».
В июле 1918 года во главе специальной комиссии (Чрезвычайная мирная делегация) выехал с отрядом красногвардейцев Закаспий для проверки положения советской власти на местах и ведения переговоров с лидерами Асхабадского восстания. В Скобелеве на митинге рабочих под председательством местных эсеров небольшим количеством голосов прошла резолюция о пропуске Полторацкого дальше по железной дороге. Однако резолюция предусматривала возможность расправиться с ним «по своему усмотрению», если Полторацкий неправильно применит репрессии против восставших. В Чарджуе Полторацкий убедился в твёрдой опоре большевиков на местных рабочих и поехал в Мерв. Здесь положение большевиков было менее прочным, и Полторацкому пришлось проводить чистку советских органов. После эвакуации военных сил в связи с приближением противника, он остался в Мерве, ожидая обещанный ему из Ташкента красногвардейский отряд. Из Асхабада против Мерва выступил отряд из шестисот бывших фронтовиков и полутора тысяч туркмен. Полторацкий попытался вывезти из Мерва ценности государственного банка, но рабочие-эсеры отцепили паровоз; при попытке перегрузить ценности на телеги — подпилили оси. В конце концов Полтораций и его спутники были арестованы подошедшим отрядом и в ночь на 22 июля расстреляны вместе с председателем Мервского ЧК И. К. Каллениченко.
Перед смертью написал письмо следующего содержания:

 «Я приговорён военным штабом к расстрелу. Через несколько часов меня не станет… Товарищи рабочие! Погибая от руки белой банды, я верю, что на смену мне придут новые товарищи, более сильные, более крепкие духом, которые станут и будут вести начатое дело борьбы за полное раскрепощение рабочего люда от ига капитала»
Никогда в истории не обманывали так ловко и нагло рабочий класс. Не имея сил разбить рабочий класс в открытом и честном бою враги рабочего класса, к этому делу, стараются приобщить самих же рабочих. Вам говорят, что они борются с отдельными личностями, а не с Советами. Наглая ложь. Не верьте! Преступно обманывают рабочий класс. Наружу вылезли все подонки общества, офицерство, разбойники, азисханы, эмир Бухарский. Спрашивается, что вся эта контр-революционная челядь пошла защищать поруганные права рабочего класса? Да, нет! Сто раз нет! Не верьте! Вас обманывают. Товарищи, рабочие, опомнитесь пока ещё не поздно… Смело дружными рядами вставайте на защиту своих интересов, поддержите ещё не совсем запачканное красное знамя.
Ну, товарищи, я кончил. Всё, что нужно сказать Вам сказал, надеясь на Вас я спокойно и навсегда ухожу от Вас, да, хотя не сам, но меня уводят. Приговорённый к расстрелу П. Полторацкий, 21/ VII 1918 года, в 12 часов ночи.

## Память
Именем П. Г. Полторацкого с 1919 по 1927 год называлась столица Туркменистана — Ашхабад, посёлок городского типа (ныне Молланепес), село Полторацкое в Южно-Казахстанской области; улицы в Ашхабаде, Ташкенте (ныне Нукусская) и Чимкенте (ныне ул. И. Гиляева). Сейчас его имя носит улица в Ростове-на-Дону.